# أشياء فقدناها في الحريق
أشياء فقدناها في الحريق (بالإنجليزية: Things We Lost in the Fire)‏ فيلم درامي أمريكي من إنتاج 2007 أخرجته سوزان بير، وقام ببطولته كل من هالي بيري وبينيشيو ديل تورو. عرض الفيلم لأول مرة في الولايات المتحدة الأمريكية وكندا بتاريخ 19 أكتوبر 2007 وفي المملكة المتحدة بتاريخ 1 فبراير 2008.

## القصة
تعيش أودري بورك (هالي بيري) بسعادة مع زوجها براين (ديفيد دوشوفني) وولديهما الصغيرين (ولد وبنت)، ويبدو أن جميع أمور العائلة تسير على مايرام لا يعكر صفوها إلا إصرار براين على الاستمرار في مساعدة صديق طفولته جيري سنبورن (بينيشيو ديل تورو) والذي كان محامياً وقع ضحية إدمان الهيروين، وكانت أودري تحتقره وتعتقد بأنه يستغل طيبة زوجها.
وبشكل مأساوي يقتل براين وهو يحول مساعدة امرأة كانت تتعرض للضرب على قارعة الطريق، فتجد أودري نفسها فجأة وحيدة مع طفليها وتدرك بأنها لن تستطيع الاستمرار والصمود بدون مساعدة، فتلجأ لصديق زوجها جيري وتطلب منه الانتقال للعيش في منزل العائلة. يقرر جيري قبول طلب أرملة صديقه وكنتيجة لهذا القرار يضع نفسه أمام مسؤولية كبيرة تغير حياته وحياة من حوله.

## وصلات خارجية
- أشياء فقدناها في الحريق على موقع IMDb (الإنجليزية)
- أشياء فقدناها في الحريق على موقع ميتاكريتيك (الإنجليزية)
- أشياء فقدناها في الحريق على موقع روتن توميتوز (الإنجليزية)
- أشياء فقدناها في الحريق على موقع نتفليكس (الإنجليزية)
- أشياء فقدناها في الحريق على موقع قاعدة بيانات الأفلام العربية
- أشياء فقدناها في الحريق على موقع ألو سيني (الفرنسية)
- أشياء فقدناها في الحريق على موقع Turner Classic Movies (الإنجليزية)
- أشياء فقدناها في الحريق على موقع أول موفي (الإنجليزية)
- أشياء فقدناها في الحريق على موقع بوكس أوفيس موجو (الإنجليزية)
- أشياء فقدناها في الحريق على موقع فيلمافينيتي (الإسبانية)
- الموقع الرسمي للفيلم
- في «أشياء نفقدها في الحريق» رسالة إنسانية ودوافع غامضة. جريدة القبس الكويتية